# داني ماتايسن
داني ماتايسن (بالهولندية: Danny Mathijssen)‏ (17 مارس 1983 ببيرخن أوب زووم في هولندا - ) هو مدرب كرة قدم ولاعب كرة قدم هولندي في مركز الوسط. شارك مع منتخب هولندا تحت 21 سنة لكرة القدم. أما مع النوادي، فقد لعب مع آر كي سي فالفيك وإي زد ألكمار وفيلم تو تيلبورغ وناك بريدا.

## روابط خارجية
- داني ماتايسن على موقع قاعدة بيانات كرة القدم.إي يو (الإنجليزية)
- داني ماتايسن على موقع عالم كرة القدم.نت (الإنجليزية)